# Емулятор термінала

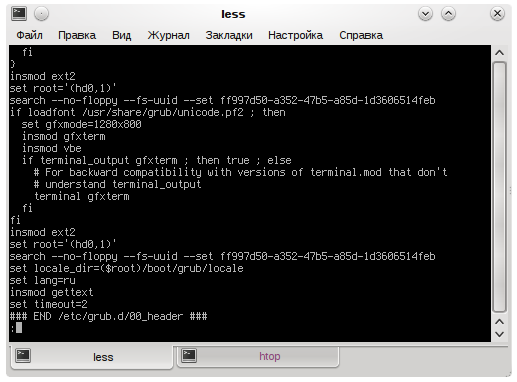
Konsole — вікно емулятора термінала в KDE

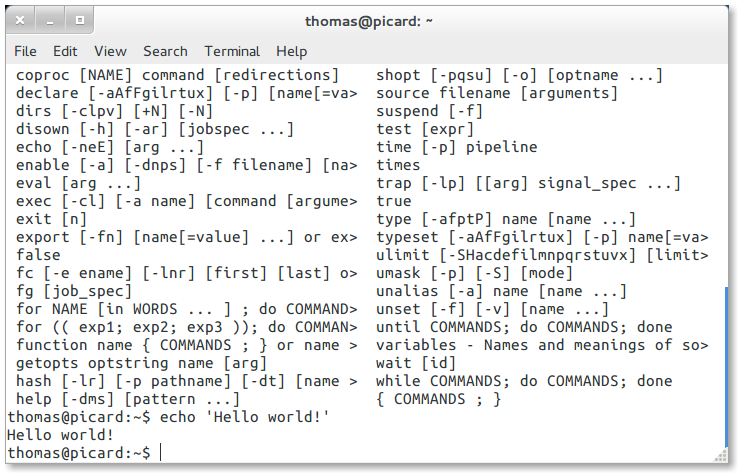
GNOME Terminal — вікно емулятора терминала в GNOME

Емулятор термінала, застосунок термінала, term або tty скорочено — це програма, котра емулює термінал комп'ютера в іншій архітектурі відображення даних. Незважаючи на подібність до оболонки командного рядка чи текстового терміналу, термін термінал охоплює всі віддалені термінали, включно із графічними інтерфейсами. Емулятор термінала у віконному інтерфейсі користувача часто називають вікном термінала. Вікно термінала дозволяє користувачеві отримати доступ до текстового терміналу та всіх програм із інтерфейсом командного рядка й текстовим. Вони можуть виконуватися як на тій самій машині, так і на іншій через telnet, ssh або dial-up. На Unix-подібних операційних системах, є одне або декілька вікон терміналів, що під'єднані до локальної машини. Доволі часто, єдиним шляхом доступу до програм, які виконуються на старих машинах, є емулятор термінала.